# Diana (fiume)
La Diana è un ipotetico fiume che, secondo la tradizione, scorrerebbe nel sottosuolo di Siena.

## Storia

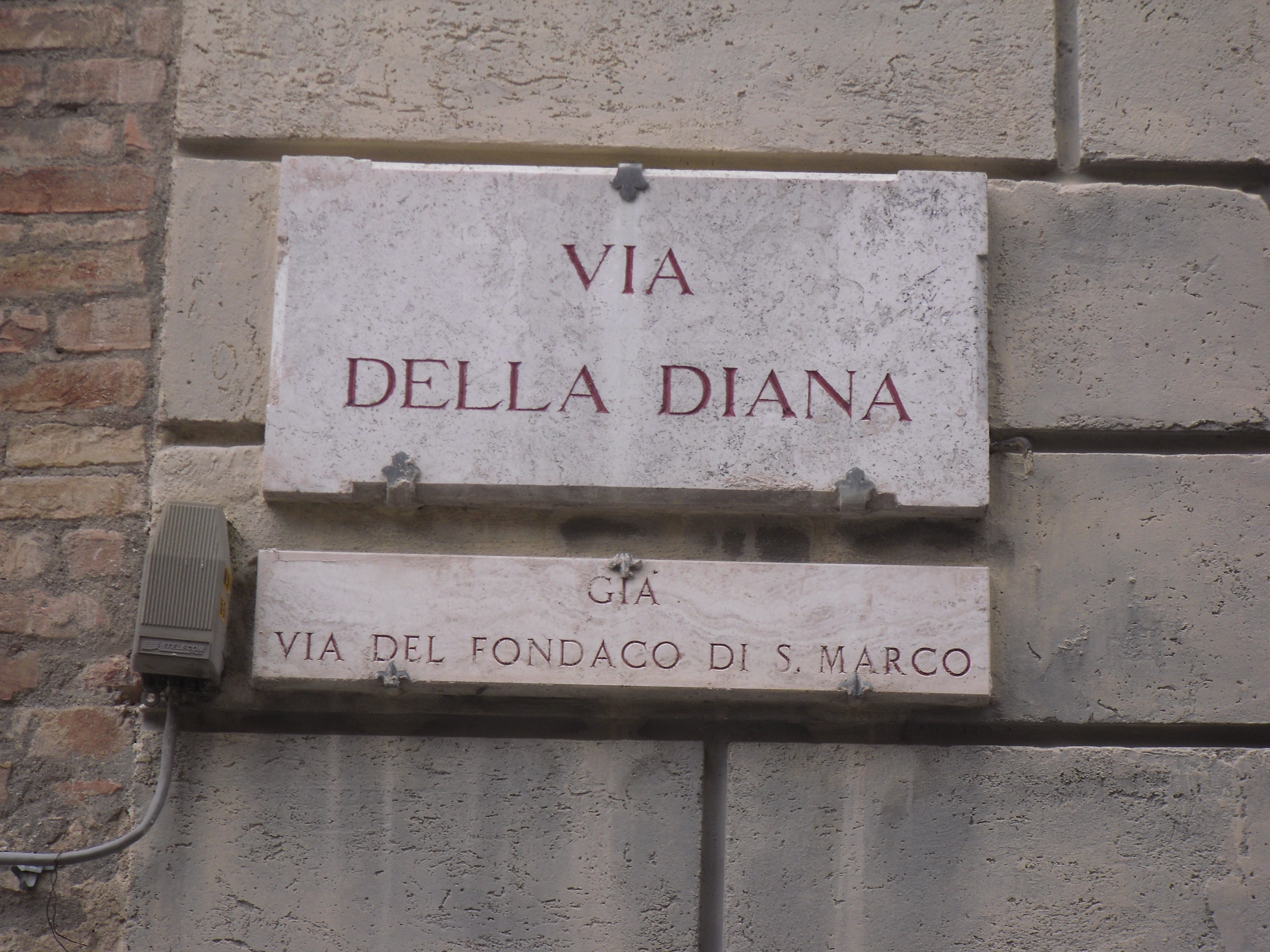
Targa di via della Diana, a Siena.

L'ipotesi di un fiume sotterraneo fu avanzata a Siena, in epoca medievale, per spiegare la grande abbondanza d'acqua presente sotto la città toscana.
Non essendo attraversata da alcun fiume "all'aperto", fin dal IV secolo i senesi dovettero scavare molteplici pozzi, chiamati "bottini". Sorprendentemente, l'acqua veniva trovata in abbondanza e con relativa facilità, tanto che in epoca medievale la città poté dotarsi di un acquedotto, solo recentemente sostituito (per quanto tutt'oggi funzionante) da uno moderno.
Durante gli scavi si diceva che, in presenza di assoluto silenzio, si sarebbe potuto udire il rumore dello scorrere di una grande massa d'acqua, come se fosse stato presente un fiume sotterraneo. Per tale motivo, tra il XIII e il XV secolo, il governo della Repubblica di Siena dette addirittura l'ordine di scavare ulteriori pozzi per cercare le acque di quella che i senesi ribattezzarono presto "Diana". Nonostante gli sforzi (non si mancò perfino di consultare astrologi), la Diana non è mai stata trovata.
La fama di questo fiume crebbe quando Dante ne inserì la leggenda nel Purgatorio:
che spera in Talamone, e perderagli

più di speranza ch'a trovar la Diana;

ma più vi perderanno li ammiragli»
(Dante Alighieri, Divina Commedia, Purgatorio, XIII, 151-154.)
Il risultato dei lavori nel sottosuolo di Siena è tale che oggi sotto la città sono presenti chilometri di cunicoli. 
Per quanto la ricerca ufficiale della Diana sia ormai cessata da secoli, la sua leggenda è ben viva nell'immaginario collettivo senese. Nel Palio di Siena, il tempo del rullo dei tamburi che accompagna i monturati durante la Passeggiata storica è chiamato "passo della Diana". In più, nelle vicinanze di Porta San Marco (nella zona a sud-ovest), al fiume è stata intitolata una strada, "via della Diana": secondo la ricostruzione più diffusa, infatti, la Diana entrerebbe nel sottosuolo senese nei pressi di Porta Ovile (nella zona nord-est della città) e uscirebbe da sotto il centro storico proprio nella zona di Porta San Marco.